# Euryptera argodi
Euryptera argodi är en skalbaggsart som beskrevs av Belon 1897. Euryptera argodi ingår i släktet Euryptera och familjen långhorningar. Inga underarter finns listade i Catalogue of Life.